# Rachel Nicol (médica)
Rachel Jane "Jennie" Nicol (1845-1881) fue una médica estadounidense y una de las fundadoras de la fraternidad internacional para las mujeres Pi Beta Phi (ΠΒΦ). En una época en la que sólo había unos pocos cientos de mujeres médicas en los Estados Unidos, recibió el título de Doctor en Medicina en 1879.
Fue la única hija entre cinco hijos nacidos de una pareja de agricultores en Illinois. En 1867, ella cofundó I.C. Sorosis en la universidad de Monmouth en Illinois, la primera sociedad colegial secreta para las mujeres, siguiendo el modelo de las fraternidades de los hombres, que más tarde adoptó el nombre griego Pi Beta Phi (ΠΒΦ). Pi Beta Phi es ahora una organización internacional con más de 300.000 miembros. Se graduó de la Universidad de Monmouth (Illinois) en 1868. Continuó su educación en el Colegio Médico para Mujeres de Pensilvania y se graduó en 1879. Luego trabajó en el Hospital de Nueva Inglaterra en Boston.
En 1880, viajó a Suiza y se matriculó en la Universidad de Zúrich, donde «asisto a dos conferencias diarias y el resto del tiempo lo dedico a las clínicas y los hospitales, también tengo trabajo práctico en el laboratorio patológico...». Allí murió prematuramente por meningitis y/o complicaciones por neumonía.
En su honor, Pi Beta Phi, la hermandad de mujeres que ayudó a fundar, construyó y dotó el Jennie Nicol Memorial Health Center que operó en Gatlinburg, Tennessee, desde 1922 hasta 1965.